# Trbosilje (Loznica)
Trbosilje (Servisch cyrillisch Трбосиље) is een plaats in de Servische gemeente Loznica. De plaats telt 352 inwoners (2002).